# Procerochasmias tanganyikae
Procerochasmias tanganyikae är en stekelart som beskrevs av Heinrich 1967. Procerochasmias tanganyikae ingår i släktet Procerochasmias och familjen brokparasitsteklar. Inga underarter finns listade i Catalogue of Life.